# Karaisalı (district)
Karaisalı is een Turks district in de provincie Adana en telt 21.189 inwoners (2017). Het district heeft een oppervlakte van 1526,6 km². Hoofdplaats is Karaisali.
De bevolkingsontwikkeling van het district is weergegeven in onderstaande tabel.
| 1997   | 2000   | 2007   | 2017   |
| ------ | ------ | ------ | ------ |
| 36.581 | 35.129 | 28.740 | 21.189 |